# Ceratosolen vechti
Ceratosolen vechti is een vliesvleugelig insect uit de familie vijgenwespen (Agaonidae). De wetenschappelijke naam is voor het eerst geldig gepubliceerd in 1963 door Wiebes.